# Sarrazac, Dordogne
Sarrazac là một xã, nằm ở tỉnh Dordogne vùng Aquitaine của Pháp. Xã này có diện tích 29,89 km², dân số năm 2005 là 395 người. Xã nằm ở khu vực có độ cao trung bình 280 m trên mực nước biển.

## Thông tin nhân khẩu
| Năm    | 1962 | 1968 | 1975 | 1982 | 1990 | 1999 | 2005 |
| ------ | ---- | ---- | ---- | ---- | ---- | ---- | ---- |
| Dân số | 823  | 750  | 592  | 526  | 478  | 404  | 395  |